# Bible benátská

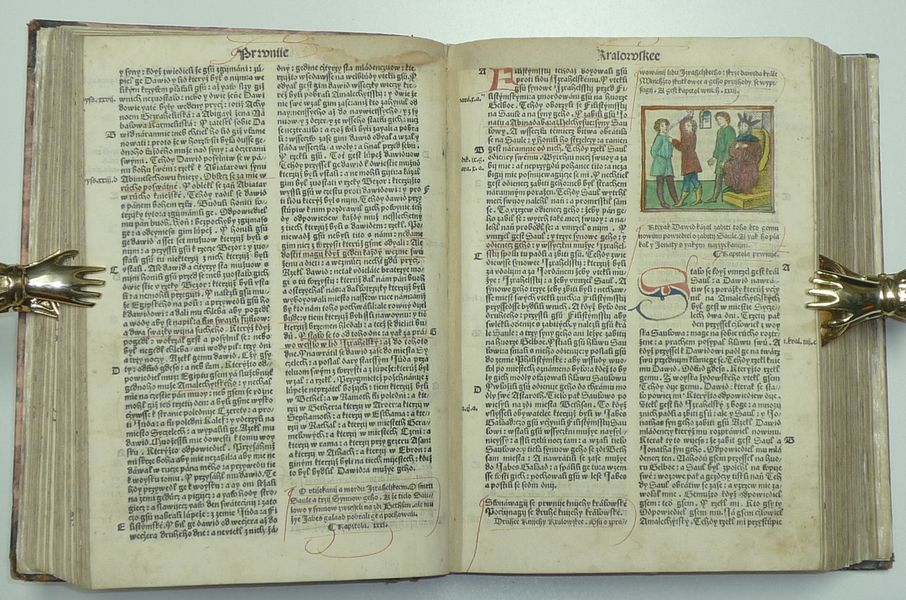

Bible benátská je první česká tištěná bible vydaná v zahraničí (v Benátkách) v roce 1506. Vyšla nákladem tří měšťanů Starého města pražského Jana Hlavasy, Václava Sovy a Buriana Lazara. Po obsahové stránce zahrnovala i 4. knihu Ezdrášovu. Byla tištěna českou bastardou a zdobilo ji celkem 103 ilustrací. Obsahuje také úvody do jednotlivých kapitol a konkordance biblických míst.
Její text se zakládal na české verzi Bible kutnohorské, ale přidává další novoty jak v pravopise, tak v české gramatice. Jako první česká bible udává délky samohlásek, a to buď čárkou, nebo zdvojením samohlásek. Hlavními změnami v gramatice je nahrazení imperfekta složeným préteritem, aorist byl ponechán jen ve zbytcích podobně jako v předcházejících biblích (tj. převážně u slovesa jíti). Jazykové novoty byly již tak silné, že vyprovokovaly značnou nelibost např. u Jednoty bratrské, která se později uchýlila k vlastnímu vydání Bible (Bible kralická). Nicméně sám Jan Blahoslav se o ní již vyjadřoval s úctou.
Bible benátská byla značně oblíbená a velmi se rozšířila, což byla jedna z příčin delší odmlky dalších tisků bible v českém jazyce.
Bible benátská je nejstarším tištěným exemplářem fondu Knihovny Evangelické teologické fakulty Univerzity Karlovy.